# Casinha
Casinha é o segundo álbum do cantor e compositor brasileiro Armandinho, lançado em 2004 pelo selo gaúcho Orbeat Music, produzido em parceria com Lucio Dorfman (também produtor no primeiro disco). O álbum traz treze músicas, doze delas composições próprias, marcadas pelo balanço da batida do reggae e letras em alto astral, que falam da natureza, do mar, das noites de lua, do amor e da amizade, além de uma regravação de "O Leãozinho", de Caetano Veloso. Outra música que fez sucesso foi "Paulinha", que o cantor compôs em homenagem a um relacionamento que teve com uma mulher casada:
"Conheci ela no verão de 2002. Ela era vizinha de um amigo meu, no Rubem Berta, bairro da Zona Norte de Porto Alegre. Foi uma paixão arrebatadora, bastante carnal. Foi bom enquanto durou. Resolvi imortalizar tudo numa canção. A gente ainda se reencontra algumas vezes pra matar a saudade, apesar dela ainda estar casada."

## Faixas
1. "Pescador"
2. "Casinha"
3. "Paulinha"
4. "Tarde de Sol"
5. "Analua"
6. "Toca Uma Reguera Aí"
7. "Bomba Netuno"
8. "Desenho de Deus"
9. "Casa do Sol"
10. "O Leãozinho"
11. "Mãe Natureza"
12. "Starfix"
13. "Balinha Colorida"
14. "Folha de Bananeira (faixa bônus)"

## Prêmios e indicações

### Prêmio Açorianos
| Ano  | Categoria    | Indicação | Resultado |
| ---- | ------------ | --------- | --------- |
| 2005 | Disco de Pop | Casinha   | Indicado  |